# Heinz Reincke
Heinz Franz Ludwig Reincke, né le 28 mai 1925 à Kiel (Province du Schleswig-Holstein) et mort le 13 juillet 2011 à Purkersdorf (Basse-Autriche), est un acteur allemand.

## Biographie
Par ailleurs acteur de théâtre, Heinz Reincke contribue au cinéma à quarante-neuf films (majoritairement allemands ou en coproduction) sortis entre 1956 et 1993. Mentionnons Les Confessions de Félix Krull de Kurt Hoffmann (1957, avec Horst Buchholz et Liselotte Pulver), Nuits blanches à Hambourg de Rolf Olsen (1969, avec Curd Jürgens et Konrad Georg) et Seul dans Berlin d'Alfred Vohrer (1976, avec Hildegard Knef et Carl Raddatz). Il est également connu pour avoir incarné le pilote Josef Priller dans le film américain Le Jour le plus long de Ken Annakin et autres (1962, avec Henry Fonda et John Wayne).
À la télévision (principalement allemande), il apparaît dans quarante-cinq téléfilms, parfois d'origine théâtrale (1955-2000), et trente-deux séries (1966-2010), dont Tatort (un épisode, 1972), Le Renard (deux épisodes, 1980-1985), Inspecteur Derrick (un épisode, 1984) et Un cas pour deux (un épisode, 1994).
Installé en Autriche, Heinz Reincke meurt à 86 ans, en 2011, à Purkersdorf près de Vienne. Il est inhumé au cimetière central de Vienne.

## Filmographie partielle

### Cinéma

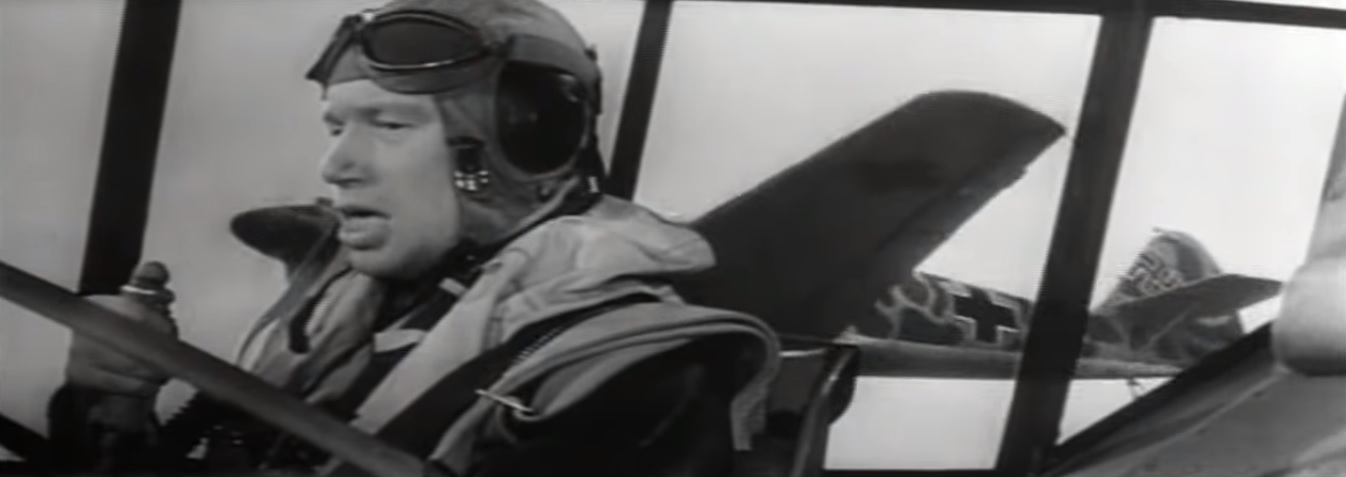
Dans Le Jour le plus long (1962)

- 1957 : Les Confessions de Félix Krull (Bekenntnisse des Hochstaplers Felix Krull) de Kurt Hoffmann : Stanko
- 1958 : Zone-Est interdite (Le monde a tremblé) (Nasser Asphalt) de Frank Wisbar : l'aveugle
- 1962 : Le Jour le plus long (The Longest Day) de Ken Annakin et autres : le colonel Josef Priller
- 1964 : Toujours au-delà (Warterzimmer zum Jenseits) d'Alfred Vohrer : l'inspecteur Dickes
- 1968 : L'Enfer de la guerre (Commandos) d'Armando Crispino : l'officier Hans
- 1969 : Nuits blanches à Hambourg (Auf der Reeperbahn nachts um halb eins) de Rolf Olsen : Pit Pitter Pittjes
- 1969 : Le Pont de Remagen (The Bridge of Remagen) de John Guillermin : Holzgang
- 1969 : Heintje – Ein Herz geht auf Reisen de Werner Jacobs : Alfred Teichmann
- 1972 : Sie nannten ihn Krambambuli ou Was geschah auf Schloß Wildberg de Franz Antel : Traugott Jellinek
- 1973 : Die blutigen Geier von Alaska d'Harald Reinl : le capitaine Brandy
- 1973 : Crazy – total verrückt de Franz Josef Gottlieb : le major Karloff
- 1976 : Seul dans Berlin (Jeder stirbt für sich allein)  d'Alfred Vohrer : Emil Borkhausen

### Télévision

#### Séries
- 1972 : Tatort, saison 3, épisode 10 Die Samtfalle : Schlüter
- 1980-1985 : Le Renard (Der Alte)
  - Saison 4, épisode 9 Le Détective (Der Detektiv, 1980) : Graske
  - Saison 9, épisode 10 Le Fils (Der Sohn, 1985) : le commissaire Albert Ferdi
- 1984 : Inspecteur Derrick (Derrick), saison 11, épisode 6 Enquête parallèle (Keine schöne Fahrt nach Rom) d'Alfred Weidenmann : le transporteur Henschel
- 1985 : La Clinique de la Forêt-Noire (Die Schwarzwaldklinik), saison 1, épisode 3 Le Globe-trotter (Der Weltreisende) d'Alfred Vohrer : Arthur Wilkens
- 1994 : Un cas pour deux (Ein Fall für zwei), saison 14, épisode 8 Assurance sur la mort (Ein todsicheres Geschäft) : Arthur Deck

#### Téléfilms
- 1958 : Penelope oder Die Lorbeermaske d'Harry Meyen : Menes
- 1962 : Der tolle Tag d'Ulrich Erfurth : Figaro
- 1965 : Die Flasche d'Helmut Käutner : Hans Pepper
- 1970 : Der Feldherrnhügel de Georg Wildhagen : le cavalier en chef Von Lützelburg
- 1979 : Kirche zu verkaufen de Wolfgang Glück : Franz Rifka
- 1987 : Wer ist dran ? d'Hartmut Griesmayr : Fred Willdorf

## Distinctions
- 1970 : Médaille Kainz (décernée par la ville de Vienne, Autriche)
- 1974 : Kammerschauspieler (titre honorifique décerné par la présidence autrichienne)